# Culture à Saint-Pierre-et-Miquelon
Cet article traite de la culture à Saint-Pierre-et-Miquelon, collectivité d'outre-mer française.

## Francophonie
Géré par le Conseil territorial, le Francoforum est un institut de langue française particulièrement destiné à des étudiants venus du Canada et les États-Unis désireux d'approfondir la langue et de s'immerger dans la culture française.

## Patrimoine

### Architecture

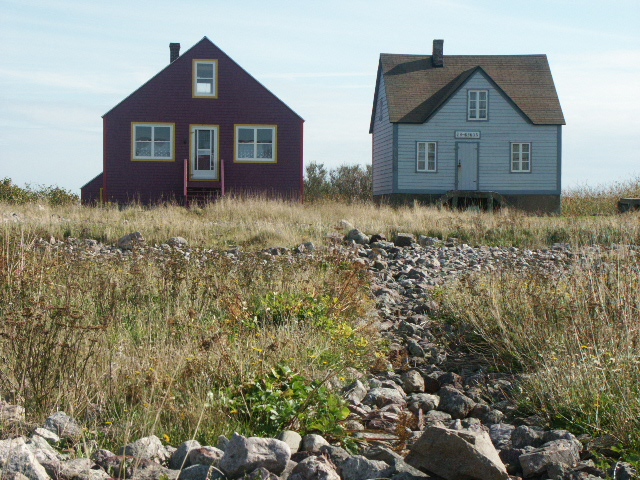
Maisons traditionnelles à l'Île-aux-Marins

Comme au Canada voisin, les maisons sont souvent construites en bois. Elles sont assez souvent peintes dans des couleurs vives, afin que les pêcheurs puissent repérer la leur une fois la nuit tombée.
Beaucoup de maisons sont équipées d'un tambour, un édicule précédant l’entrée réduire l’arrivée d’air froid à l’intérieur de la maison. Les tambours sont considérés comme faisant partie du patrimoine architectural de Saint-Pierre-et-Miquelon. Généralement, il est vitré des trois côtés, car il doit laisser passer la lumière naturelle,.

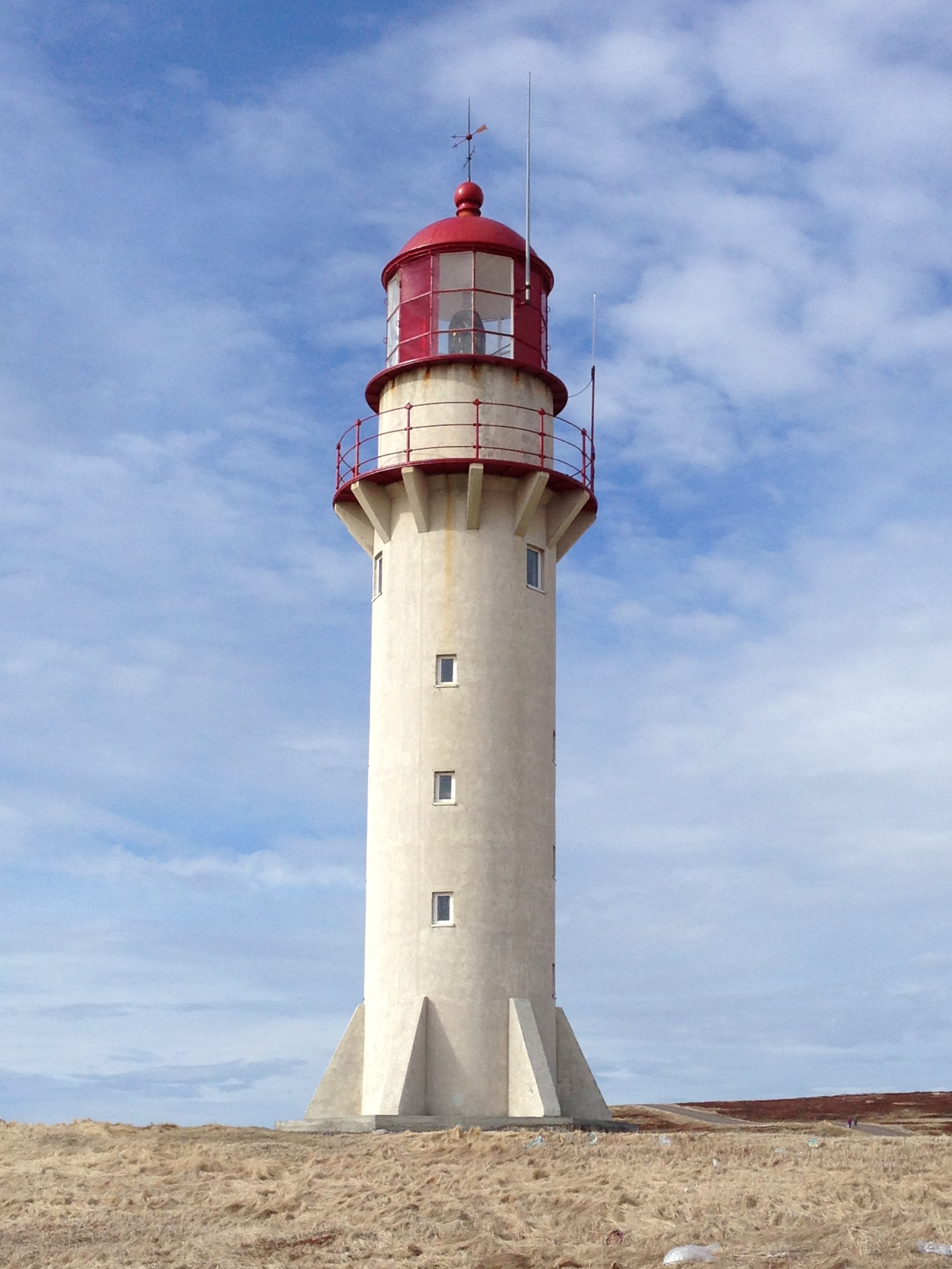
Le phare du Cap-Blanc à Miquelon.

Les phares constituent un élément important du patrimoine de Saint-Pierre-et-Miquelon. La collectivité en compte cinq, dont trois classés monument historique. Parmi eux se trouve le plus ancien phare de France d'outre-mer, le phare du Cap-Blanc, situé sur l'île de Miquelon, à proximité du village éponyme.

### Musées
Il existe plusieurs musées à Saint-Pierre-et-Miquelon, notamment Musée Archipélitude en plusieurs lieux, le musée de l'Arche à Saint-Pierre.

### Drapeau
Le seul drapeau officiel dans l'archipel est le drapeau tricolore.
Le drapeau local de Saint-Pierre-et-Miquelon n'a pas de valeur officielle. Le drapeau représente La Grande Hermine, le navire sur lequel Jacques Cartier débarqua à Saint-Pierre en 1536. Le long de la hampe sont reproduits de haut en bas les drapeaux des trois principales régions d’origine des habitants de l'archipel: le drapeau basque, le drapeau breton et le drapeau normand.
Puisqu'il est censé représenter les valeurs culturelles et historiques des habitants de l'archipel, il a été suggéré de le compléter avec l'étoile d'or de l'Acadie, posée sur le ciel d'azur, car les Acadiens venus se réfugier dans l'archipel ne sont pas directement représentés.

## Littérature
- Auteurs nés à Saint-Pierre-et-Miquelon : Eugène Nicole (1942), Françoise Enguehard (1957)...
- Auteurs venus à Saint-Pierre-et-Miquelon et ayant écrit sur l'archipel : Maurice Caperon (1846-1907), Edgar Aubert de la Rüe (1901-1991), Jean-Pierre Andrieux, Alexis Gloaguen

## Musique
La musique de Saint-Pierre-et-Miquelon est semblable à celles des régions d'origine des premiers colons venus s'installer dans l'archipel (Pays basque, Bretagne et Normandie). Elle est également très influencée par la musique acadienne et québécoise.

## Gastronomie
Comme dans toutes les régions de France, la gastronomie tient une place importante à Saint-Pierre-et-Miquelon. La cuisine locale est essentiellement basée sur les produits de la mer. Les plus appréciés d'entre eux sont la morue, le flétan de l'Atlantique et le homard.
La ville de Saint-Pierre est réputée pour ses macarons.

## Sport
À Saint-Pierre-et-Miquelon, on pratique le football, le hockey sur glace, le volley-ball, le rugby, la pelote basque, le tennis, le curling, la natation, le basket-ball, la course à pied, la boxe, le patinage sur glace, la pétanque et plusieurs arts martiaux dont le judo et le taekwondo.
On y trouve une championne de taekwondo, Bénédicte Siosse, championne du monde francophone.

La course « 25 km » de Miquelon constitue un moment sportif et festif qui attire quelques centaines de participants à la belle saison. Une école de voile municipale, à Saint-Pierre, fonctionne durant les mois les plus cléments comme un club de plongée, le club nautique Saint Pierrais.

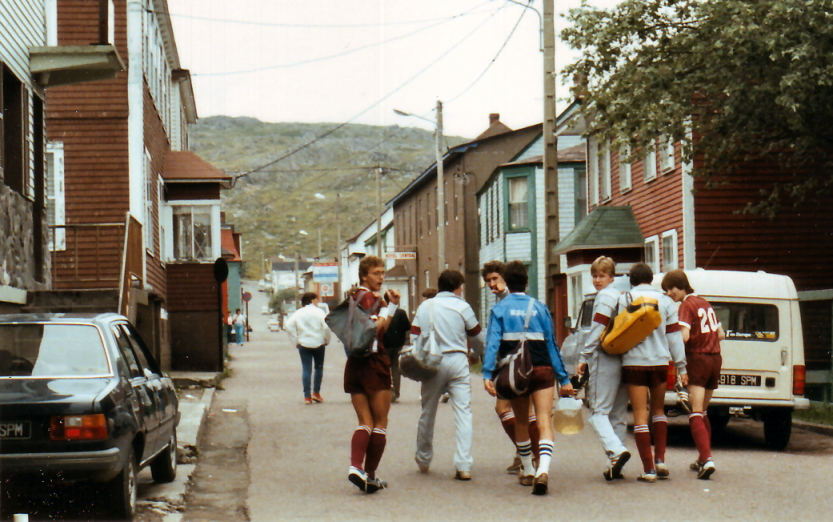
Footballeurs saint-pierrais, en 1984
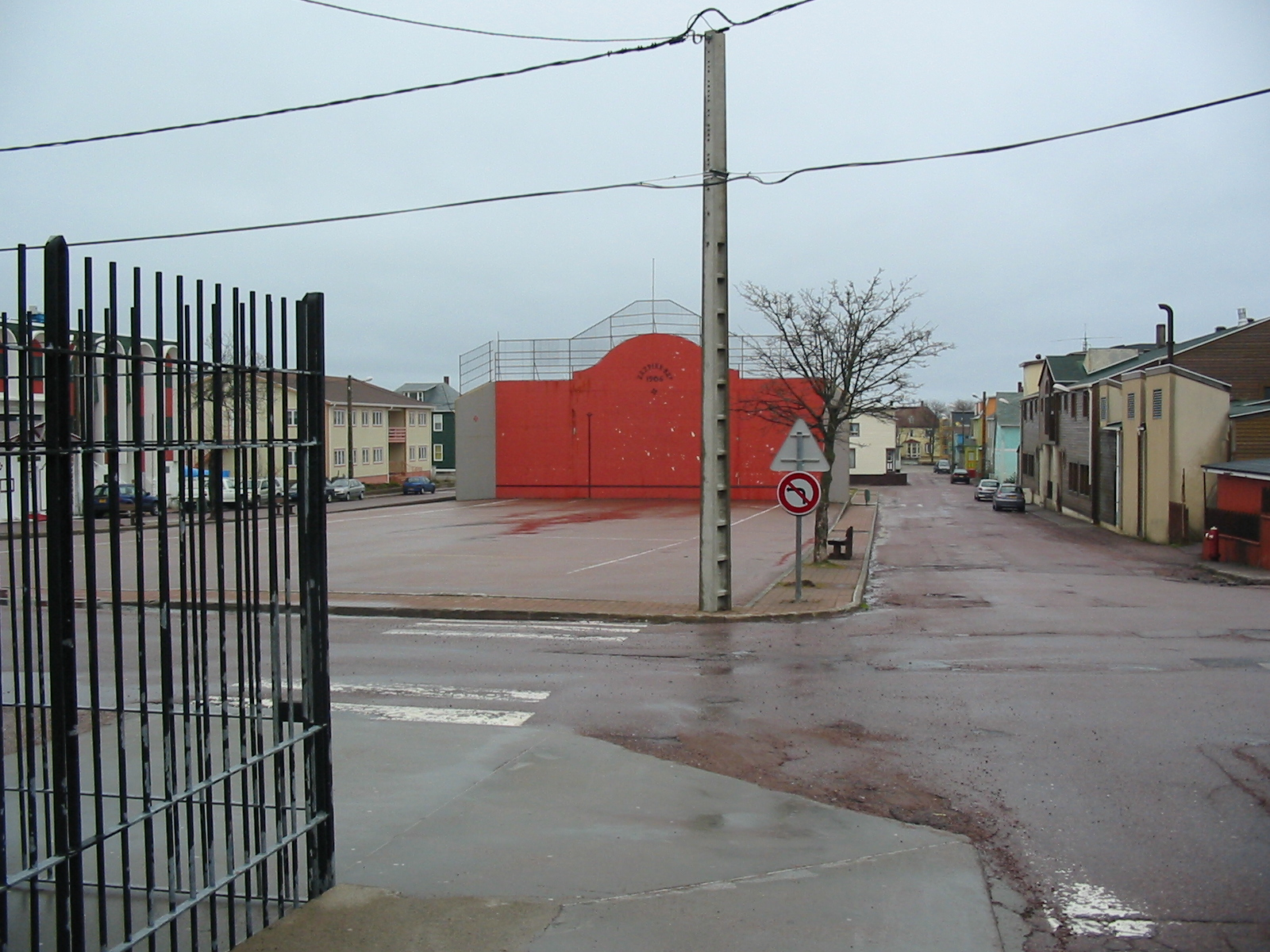
Fronton de pelote basque Zazpiak Bat à Saint-Pierre

## Langues régionales
Même si les habitants de l'archipel sont de descendance basque, normande ou bretonne, il n'y a pas de langue régionale à proprement parler à Saint-Pierre-et-Miquelon, le français demeurant la seule langue parlée.

## Médias
- Saint-Pierre et Miquelon La Première (radio)
- Saint-Pierre et Miquelon La Première (télévision)
- Radio Atlantique

## Religion

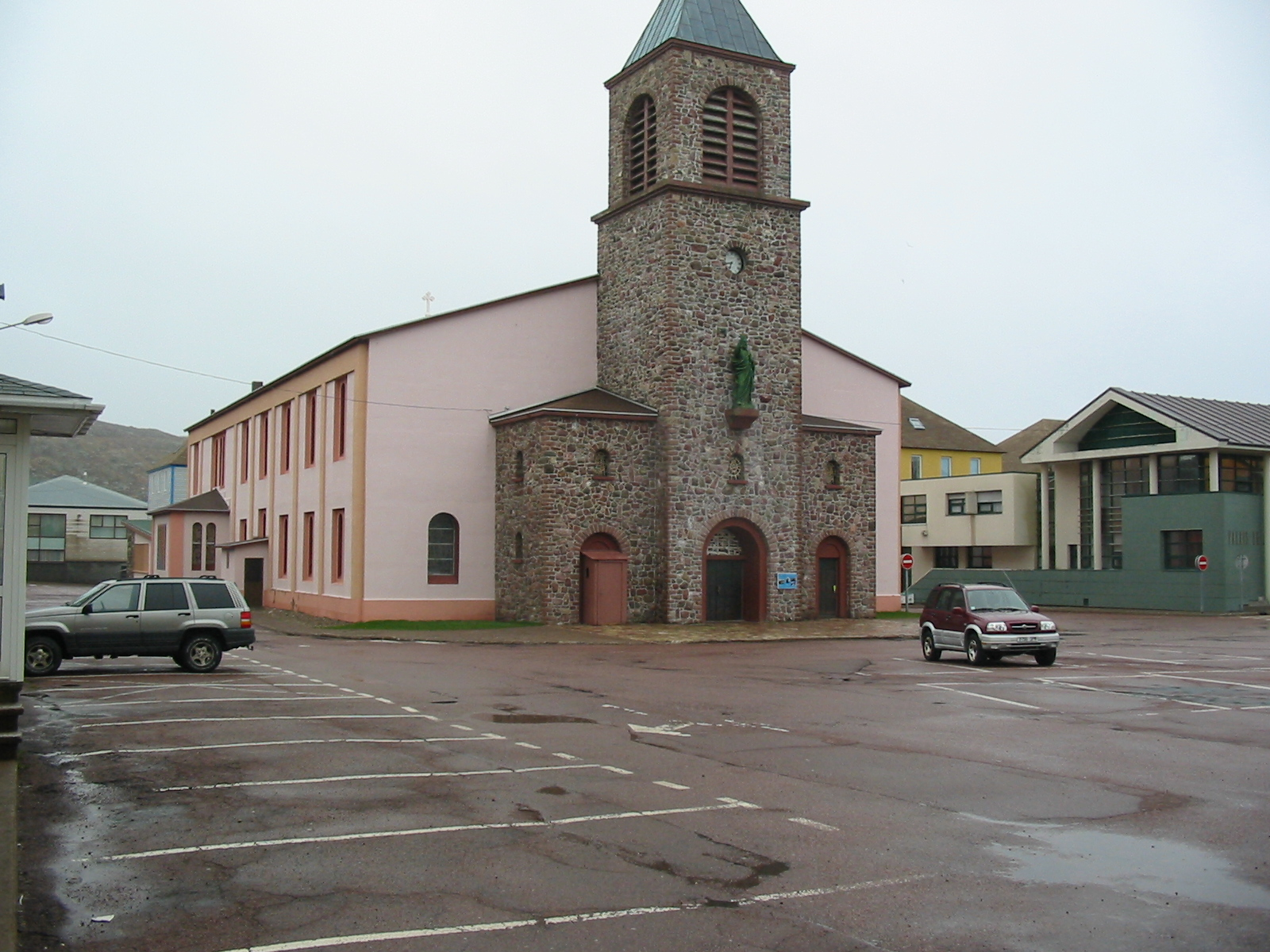
La cathédrale de Saint-Pierre

Comme dans le reste de la France, les habitants de Saint-Pierre-et-Miquelon sont majoritairement catholiques. Les églises de la collectivité dépendent du diocèse de La Rochelle et Saintes depuis le 1er mars 2018. Auparavant, l'archipel disposait d'une juridiction en propre: le vicariat apostolique de Saint-Pierre et Miquelon.